# Amphoe Kut Rang
Amphoe Kut Rang (Thai อำเภอ กุดรัง) ist ein Landkreis (Amphoe – Verwaltungs-Distrikt) im Westen der Provinz Maha Sarakham. Die Provinz Maha Sarakham liegt im Zentrum der Nordostregion von Thailand, dem so genannten Isan.

## Geographie
Amphoe Kut Rang grenzt an die folgenden Distrikte (von Norden im Uhrzeigersinn): an die Amphoe Kosum Phisai, Borabue und Na Chueak in der Provinz Maha Sarakham, sowie an die Amphoe Pueai Noi und Ban Phai der Provinz Khon Kaen.

## Geschichte
Kut Rang wurde am 1. April 1995 zunächst als „Zweigkreis“ (King Amphoe) eingerichtet, indem er vom Amphoe Borabue abgetrennt wurde.
Am 15. Mai 2007 hatte die thailändische Regierung beschlossen, alle 81 King Amphoe in den einfachen Amphoe-Status zu erheben, um die Verwaltung zu vereinheitlichen.
Mit der Veröffentlichung in der Royal Gazette „Issue 124 chapter 46“ vom 24. August 2007 trat dieser Beschluss offiziell in Kraft.

## Verwaltung

### Provinzverwaltung
Der Landkreis Kut Rang ist in fünf Tambon („Unterbezirke“ oder „Gemeinden“) eingeteilt, die sich weiter in 85 Muban („Dörfer“) unterteilen.
| Nr. | Name       | Thai    | Muban | Einw.  |
| --- | ---------- | ------- | ----- | ------ |
| 1.  | Kut Rang   | กุดรัง    | 16    | 06.864 |
| 2.  | Na Pho     | นาโพธิ์   | 21    | 10.293 |
| 3.  | Loeng Faek | เลิงแฝก  | 15    | 08.295 |
| 4.  | Nong Waeng | หนองแวง | 14    | 05.948 |
| 5.  | Huai Toei  | ห้วยเตย  | 19    | 05.610 |

### Lokalverwaltung
Es gibt fünf „Tambon-Verwaltungsorganisationen“ (องค์การบริหารส่วนตำบล – Tambon Administrative Organizations, TAO) im Landkreis:
- Kut Rang (Thai: องค์การบริหารส่วนตำบลกุดรัง)
- Na Pho (Thai: องค์การบริหารส่วนตำบลนาโพธิ์)
- Loeng Faek (Thai: องค์การบริหารส่วนตำบลเลิงแฝก)
- Nong Waeng (Thai: องค์การบริหารส่วนตำบลหนองแวง)
- Huai Toei (Thai: องค์การบริหารส่วนตำบลห้วยเตย)